# Micrurus pachecogili
Micrurus pachecogili là một loài rắn trong họ Rắn hổ. Loài này được Campbell mô tả khoa học đầu tiên năm 2000.